# Boccia aux Jeux paralympiques d'été de 2004
Navigation
Sydney 2000 Pékin 2008
Les rencontres de boccia aux Jeux paralympiques d'été de 2004 ont eu lieu du 23 septembre 2004 au 28 septembre 2004. 84 athlètes étaient en compétition dans sept épreuves, quatre individuelles, deux par paires, et une par équipe.  
Il s'agit de la sixième édition du boccia aux Jeux paralympiques.

## Classification
Les athlètes atteints de handicap moteur grave sont classés en quatre catégories ,:
- BC1 : athlètes paralysés cérébraux qui peuvent être aidés d’un assistant qui ajuste le fauteuil roulant ou fait passer une boule au joueur.
- BC2 : athlètes paralysés cérébraux qui ne peuvent pas être assistés.
- BC3 : athlètes ayant d’importantes difficultés motrices qui peuvent être aidés d’un assistant ou d'un appareil pour lancer la balle.
- BC4 : athlètes ayant des difficultés motrices autres que la paralysie cérébrale mais qui ont les mêmes difficultés qu'un BC1 ou BC2 et ne peuvent pas être assistés.

## Résultats
| Épreuves         | Or                                                                                 | Argent                                                               | Bronze                                                                |
| ---------------- | ---------------------------------------------------------------------------------- | -------------------------------------------------------------------- | --------------------------------------------------------------------- |
| Individuel BC1   | João Paulo Fernandes (POR)                                                         | Roger Aandalen (NOR)                                                 | Pattaya Tadtong (THA)                                                 |
| Individuel BC2   | José Javier Curto (ESP)                                                            | Pedro Silva (POR)                                                    | Fernando Ferreira (POR)                                               |
| Individuel BC3   | Paul Gauthier (CAN)                                                                | Santiago Pesquera (ESP)                                              | An Myung-hoon (KOR)                                                   |
| Individuel BC4   | Leung Yuk-wing (HKG)                                                               | Bruno Valentim (POR)                                                 | Jose Maria Dueso (ESP)                                                |
| Paires BC3       | Corée du Sud An Myung-hoon Park Seong-hyeon                                        | Espagne Santiago Pesquera José Manuel Rodríguez                      | Canada Paul Gauthier Alison Kabush                                    |
| Paires BC4       | Hong Kong Lau Yan-chi Leung Yuk-wing                                               | Portugal Bruno Valentim Fernando Pereira                             | Hongrie Dezső Béres József Gyurkota                                   |
| Par équipe BC1–2 | Portugal João Paulo Fernandes Fernando Ferreira Cristina Gonçalves António Marques | Nouvelle-Zélande Ross Flood Jeremy Morriss Liam Sanders Maurice Toon | Espagne Francisco Beltrán Antonio Cid Pedro Cordero José Javier Curto |

## Tableau des médailles
| Rang  | Nation           | Or | Argent | Bronze | Total |
| ----- | ---------------- | -- | ------ | ------ | ----- |
| 1     | Portugal         | 2  | 3      | 1      | 6     |
| 2     | Hong Kong        | 2  | 0      | 0      | 2     |
| 3     | Espagne          | 1  | 2      | 2      | 5     |
| 4     | Canada           | 1  | 0      | 1      | 2     |
| 4     | Corée du Sud     | 1  | 0      | 1      | 2     |
| 6     | Nouvelle-Zélande | 0  | 1      | 0      | 1     |
| 6     | Norvège          | 0  | 1      | 0      | 1     |
| 8     | Hongrie          | 0  | 0      | 1      | 1     |
| 8     | Thaïlande        | 0  | 0      | 1      | 1     |
| Total | Total            | 7  | 7      | 7      | 21    |